# Farineuse
Gonepteryx farinosa
Espèce
La Farineuse ou Poudreuse (Gonepteryx farinosa) est une espèce de lépidoptères de la famille des Pieridae, de la sous-famille des Coliadinae et du genre Gonepteryx.

## Dénomination
Gonepteryx farinosa (Zeller, 1847)

### Sous-espèces et formes
- Gonepteryx farinosa ssp chitralensis (Moore, 1906)
- Gonepteryx farinosa ssp. turcirana (Freina, 1982)
- Gonepteryx farinosa ssp. meridiorana (Freina, 1982)[1]

### Noms vernaculaires
La Farineuse ou la Poudreuse ou le Citron farineux.

### Espèces ressemblantes
Il est très facile de la confondre avec le Citron et le Citron de Provence dans leur aire de répartition commune.
Les autres piéridés jaunes ont des ailes à bords arrondis alors que celles de la Farineuse, du Citron et du Citron de Provence sont en forme de feuille.

## Description
La Farineuse a une envergure de 28 à 32 mm, des ailes découpées en forme de feuille, avec un dimorphisme sexuel : le mâle a des ailes antérieurs jaune vif au revers jaune clair et des ailes postérieures jaune clair sur les deux faces; la femelle est verdâtre clair sur les deux faces.
Un point discoïdal brun marque chaque aile sur le revers, alors que c'est un point rouge sur le recto.

### Chenille
Pondus en début de printemps, les œufs jaunes à vert clair éclosent pour donner des chenilles vertes.

## Biologie

### Période de vol et hivernation
La Farineuse vole dès son éclosion en mai à juin, en une génération puis après son hivernation.
Elle pratique dans les régions sèches une migration verticale entre le maquis et les sapinières de montagne. Elle émerge au printemps en plaine puis migre en altitude dans la montagne et y reste les mois d'été pour redescendre à l'automne en basse altitude.

### Plantes hôtes
Les plantes hôtes de sa chenille sont des Rhamnus.

## Écologie et distribution
La Farineuse est présente  des côtes de l'Adriatique (Grèce, Bulgarie) jusqu'à l'Asie mineure (Syrie, Iran).

### Biotope
La Farineuse occupe les lieux pierreux incultes jusqu'à 2 000 m.

### Protection
C'est une espèce vulnérable qui n'a pas de statut de protection particulier.